# Habenaria edwallii
Habenaria edwallii är en orkidéart som beskrevs av Célestin Alfred Cogniaux. Habenaria edwallii ingår i släktet Habenaria och familjen orkidéer. Inga underarter finns listade i Catalogue of Life.